# Assemblea nazionale (Vietnam)
L'Assemblea nazionale (in vietnamita Quốc hội nước Cộng hoà xã hội chủ nghĩa Việt Nam) è il corpo legislativo del Vietnam. 
La Costituzione del Vietnam definisce l'assemblea "il più alto organo del potere statale". Di tipo unicamerale, l'assemblea ha 498 membri rinnovati ogni 5 anni ed è convocata due volte all'anno. L'assemblea elegge il Presidente, il Primo ministro, il Presidente della Corte Suprema del Popolo, il Presidente della Procura Suprema del Popolo del Vietnam ed i 21 membri del governo. 
All'atto pratico il Partito Comunista del Vietnam ha un'influenza assoluta sull'esecutivo ed esercita la sua autorità attraverso il suo Comitato Centrale di 150 membri che elegge a sua volta il Politburo (Ufficio Politico) durante i congressi del partito che si tengono ogni 5 anni. Tutte le posizioni governative sono ricoperte da membri del partito.
Secondo la costituzione l'Assemblea nazionale ha il potere di redigere, approvare e modificare la costituzione e di approvare e modificare le leggi. È anche responsabile della preparazione e dell'approvazione di leggi di pianificazione economica e di bilancio. Avendo il potere di modificare la costituzione è in grado di definire le sue stesse prerogative, quelle del Presidente e del governo, degli enti locali e della Corte Suprema del Popolo e della Procura Suprema del Popolo. L'assemblea può eleggere e rimuovere ministri ed ha il potere di dichiarare guerra e di assumere altre responsabilità ritenute necessarie. Una legislatura ha la durata di cinque anni e l'assemblea si riunisce due volte l'anno, più frequentemente se richiamata dal Comitato permanente.
Inizialmente l'Assemblea nazionale era solamente il braccio legislativo del Politburo del partito, nonostante le sue prerogative formali. Aveva il compito di approvare leggi che applicassero le decisioni del Politburo e di creare supporto popolare per le stesse. In questo ruolo l'assemblea era diretta dal Consiglio dei Ministri, che gestiva direttamente il Consiglio di Stato e vari comitati creati per gestire specifiche aree di governo. Le leggi erano preparate dal Consiglio dei Ministri, assegnate ad un membro del partito per essere presentate in aula e votate secondo le indicazioni del partito. 
Più recentemente l'Assemblea nazionale è diventata più attiva e presente nella vita politica vietnamita. La maggior parte delle leggi è ancora prodotta dal governo ma i provvedimenti sono ora oggetto di dibattito e attraggono un maggiore interesse pubblico.